# Mauer

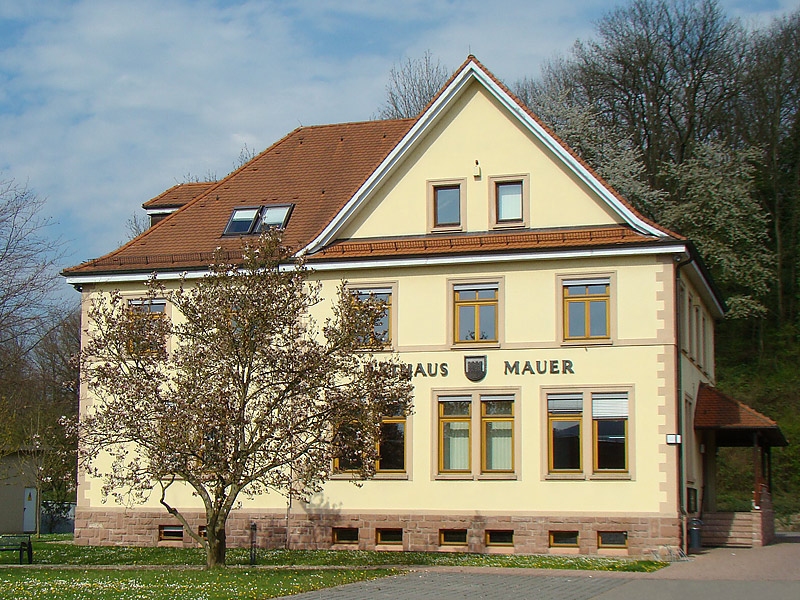
Vista del ayuntamiento de Mauer.

Mauer es un pueblo en el sudoeste de Alemania. Está  situado entre Heidelberg y Sinsheim en el Distrito de Rin-Neckar en el estado federado de Baden-Wurtemberg.

En 1907 se descubrió la Mandíbula de Mauer del Homo heidelbergensis.

El primero de junio de 2012 fue elegido el primer alcalde de color de Baden-Wurtemberg.